# Hrabstwo Hidalgo (Nowy Meksyk)
Hrabstwo Hidalgo (ang. Hidalgo County) – hrabstwo w stanie Nowy Meksyk w Stanach Zjednoczonych.

## Miasta
- Lordsburg

## Wioski
- Virden

## CDP
- Animas
- Cotton City
- Glen Acres
- Playas
- Rodeo
- Windmill